# Biłyj Bereh (obwód kijowski)
Biłyj Bereh (ukr. Білий Берег) – wieś na Ukrainie, w obwodzie kijowskim, w rejonie wyszogrodzkim, nad Teterewem. W 2001 roku liczyła 61 mieszkańców.